# Scout (Sport)
Ein Scout oder auch Sportscout (engl. für Kundschafter oder Späher) ist ein Beruf bzw. eine Person oder ein Mitarbeiter eines Sportvereins oder Franchises, der Spiele, öffentliche Trainingssitzungen oder öffentliche Auftritte von gegnerischen Mannschaften oder Spielern beobachtet.
Die Aufgabenstellungen bzw. Zielstellungen der getätigten Beobachtungen können unterschiedlich sein.
Beim Taktikscout oder taktischen Scout ist es das Ziel eigene Informationen über Spieletaktiken, Aufstellungen, technische Kombinationen oder Spielerkombinationen, über Spielzüge, Formationen und vieles andere zu erhalten und dabei nicht allein auf die Statistiken, die öffentlichen Angaben, die Medienberichterstattung oder auf Erfahrungswerte aus der Vergangenheit beschränkt zu sein. Diese Informationen werden gezielt gesammelt, ausgewertet und nutzen dadurch dem Trainer oder dem Trainerstab, um die eigene Mannschaft gezielt auf einen Gegner einzustellen und vorzubereiten. Große Mannschaften beschäftigen mehrere solche Beobachter, die oft ehemalige Spieler, Trainer oder anderweitig erfahrene Personen im jeweiligen Sportbereich sind.
Ein anderes Berufsbild ist bzw. eine andere Ausrichtung hat der Talentscout (Talentsichter), eine Person, die bei Spielen oder Trainingssitzungen anwesend ist, um neue Talente oder Spieler zu finden, die dem Verein in verschiedenen Bereichen (Offensive, Defensive, Technik, Taktik, Spielstärke) weiterhelfen könnten. Dabei werden Informationen gesammelt und ausgewertet, damit das Management des jeweiligen Vereins gezielt Spieler anwerben oder für Trainingscamps, kurzzeitige oder längerfristige Vereinbarungen unter Vertrag nehmen kann.
Diese Formen von Beobachtungen bzw. Scouting findet mittlerweile in vielen Mannschaftssportarten, die Talentsuche auch im Individualsport (Autorennsport oder Tennis) statt.
Beispielhaft für Mannschaftssportarten, sind an dieser Stelle die US-amerikanischen Ligen, im Profibereich (National Basketball Association, National Hockey League, Major League Baseball), im Entwicklungsbereich (G-League, American Hockey League, Minor League Baseball) und im College-Sport (National Collegiate Athletic Association), anzuführen.
In Europa liegen die Schwerpunkte auf dem Fußball und dem Basketball, wo Beobachtungen ebenfalls auf alle Ligastufen und im Nachwuchsbereich stattfinden.